# SMメガモール
SMメガモール(エスエムメガモール、英語: SM Megamall)は、フィリピンのマニラ首都圏・マンダルヨンにあるショッピングモール。フィリピン最大級のショッピングモールで、世界のショッピングモール床面積ランキングでも14位に位置する。1991年6月28日にオープンした。SMプライムホールディングスにより運営されている。地上5階、地下1階建てで、モール内には庭園やチャペルなどもある。